# ГЕС Zhōubà
ГЕС Zhōubà (舟坝水电站) — гідроелектростанція у центральній частині Китаю в провінції Сичуань. Входить до складу каскаду на річці Mabian, правій притоці Міньцзян, котра в свою чергу є лівою притокою Дзинші (верхня течія Янцзи).
В межах проекту річку перекрили греблею із ущільненого котком бетону висотою 73 метра та довжиною 163 метра. Вона потребувала 405 тис. м3 матеріалу та утримує водосховище з площею поверхні 9,26 км2 і об'ємом 204 млн м3.
Зі сховища ресурс подається до розташованого за 0,25 км машинного залу, де змонтовано дві турбіни потужністю по 51 МВт, які використовують напір у 35 метрів та забезпечують виробництво 381 млн кВт-год електроенергії на рік. При цьому, оскільки річка після греблі описує петлю, відстань до машинного залу по руслу становить біля 0,7 км.